# Zračna luka Džiroft
Zračna luka Džiroft (IATA kod: JYR, ICAO kod: OIKJ) smještena je pokraj grada Džirofta u jugoistočnom dijelu Irana odnosno Kermanskoj pokrajini. Nalazi se na nadmorskoj visini od 812 m. Zračna luka ima jednu asfaltiranu uzletno-sletnu stazu dužine 2206 m, a koristi se za tuzemne letove. Vodeći zračni prijevoznik koji nudi redovne letove za Teheran-Mehrabad u ovoj zračnoj luci je Iran Aseman Airlines.

## Vanjske poveznice
- (engl.) [neaktivna poveznica]
- (engl.) DAFIF, Great Circle Mapper: JYR